# Parlamentswahl in Georgien 2020
- KO: 90
- SLP: 1
- SA: 4
- EG: 5
- Lelo: 4
- Mo.: 2
- ENM: 36
- Girtschi: 4
- APG: 4

Die Wahl zum 9. Georgischen Parlament besteht aus der Parteilistenwahl und dem ersten Wahlgang der Direktmandate in den Wahlkreisen, welche jeweils am 31. Oktober 2020 stattfanden.
Eine für 16 Direktmandate in den Wahlkreisen nötige zweite Wahlrunde (Stichwahl) fand am 21. November 2020 statt. Alle Oppositionsparteien riefen für die Stichwahl zu einem Wahlboykott auf.

## Wahlrechtsänderungen und Ausgangslage
Bei der Wahl 2016 konnte die Koalition Georgischer Traum die absolute Mehrheit halten. Aufgrund einer Änderung des Wahlsystems (Grabenwahlsystem) wurde diese Mehrheit sogar auf eine Dreiviertel-Mehrheit ausgebaut, obwohl die Koalition in der ersten Wahlrunde sechs Prozent der Stimmen von 2012 verloren hatte. Bereits kurz nach der Wahl 2016 wurde seitens der Regierung eine neuerliche Wahlrechtsreform angekündigt.
Eine auch von der Opposition forcierte Umsetzung (Änderung hin zum Verhältniswahlrecht) scheiterte jedoch im Parlament Ende 2019, da nicht die nötige Dreiviertel-Mehrheit für das Änderungsgesetz zustande kam. Daraufhin kam es zu Straßenprotesten von Oppositionsanhängern.
Im Juli 2020, wenige Monate vor dem geplanten Wahltermin, wurde letztlich, auch auf Druck der Vereinigten Staaten sowie der Europäischen Union hin, eine Wahlrechtsform beschlossen. 120 der 150 Abgeordneten werden nun über Listen nach Verhältniswahl gewählt, nur noch 30 statt vorher 73 über die Wahlkreise in Mehrheitswahl. Für diese 30 Mandate wurden neue Wahlkreise gebildet. Eine Partei, die weniger als 40 Prozent der Stimmen erhält, ist auf einen Koalitionspartner angewiesen. Die Sperrklausel beträgt statt vorher fünf nun nur noch ein Prozent.
Es besteht in Georgien demnach immer noch ein Grabenwahlsystem. Dies wurde jedoch deutlich eingeschränkt. Einerseits wurde dies erreicht durch eine signifikant reduzierte Zahl an Wahlkreisen. Andererseits werden durch die jetzt eingeführte 1 %- statt der bisherigen 5 %-Hürde bei der Listenwahl nun deutlich mehr der gültigen Wahlstimmen repräsentiert. Zusätzlich ist in den Wahlkreisen weiterhin eine absolute Mehrheit nötig, um den Parlamentssitz des Wahlkreises zu gewinnen. Dies ermöglicht bei der Stichwahl im 2. Wahlgang im Gegensatz zur Relativen Mehrheitswahl Bündnisse für den zuvor relativ schwächeren Kandidaten.

## Parteien und Spitzenpolitiker

### Parteien
- Georgischer Traum (KO)
  - Pro-Europäismus, Catch-all-Partei, Sozialdemokratie, Sozialkonservatismus
- Vereinte Nationale Bewegung (ENM)
  - Pro-Europäismus, Liberaler Konservatismus
- Allianz der Patrioten Georgiens (APG)
  - Pro-Russland, Nationalkonservatismus
- Europäisches Georgien (EG)
  - Pro-Europäismus, Konservativer Liberalismus
- Georgische Arbeiterpartei (SLP)
  - Pro-Europäismus, Sozialdemokratie
- Demokratische Bewegung – Vereintes Georgien (DMES)
  - Pro-Russland, Konservatismus
- Girchi – Neue politische Mitte (Girchi)
  - Pro-Europäismus, Liberalismus
- Versuch für Georgien – Entwicklungsbewegung (LeloDM)
  - Pro-Europäismus, Politische Mitte

### Spitzenpolitiker

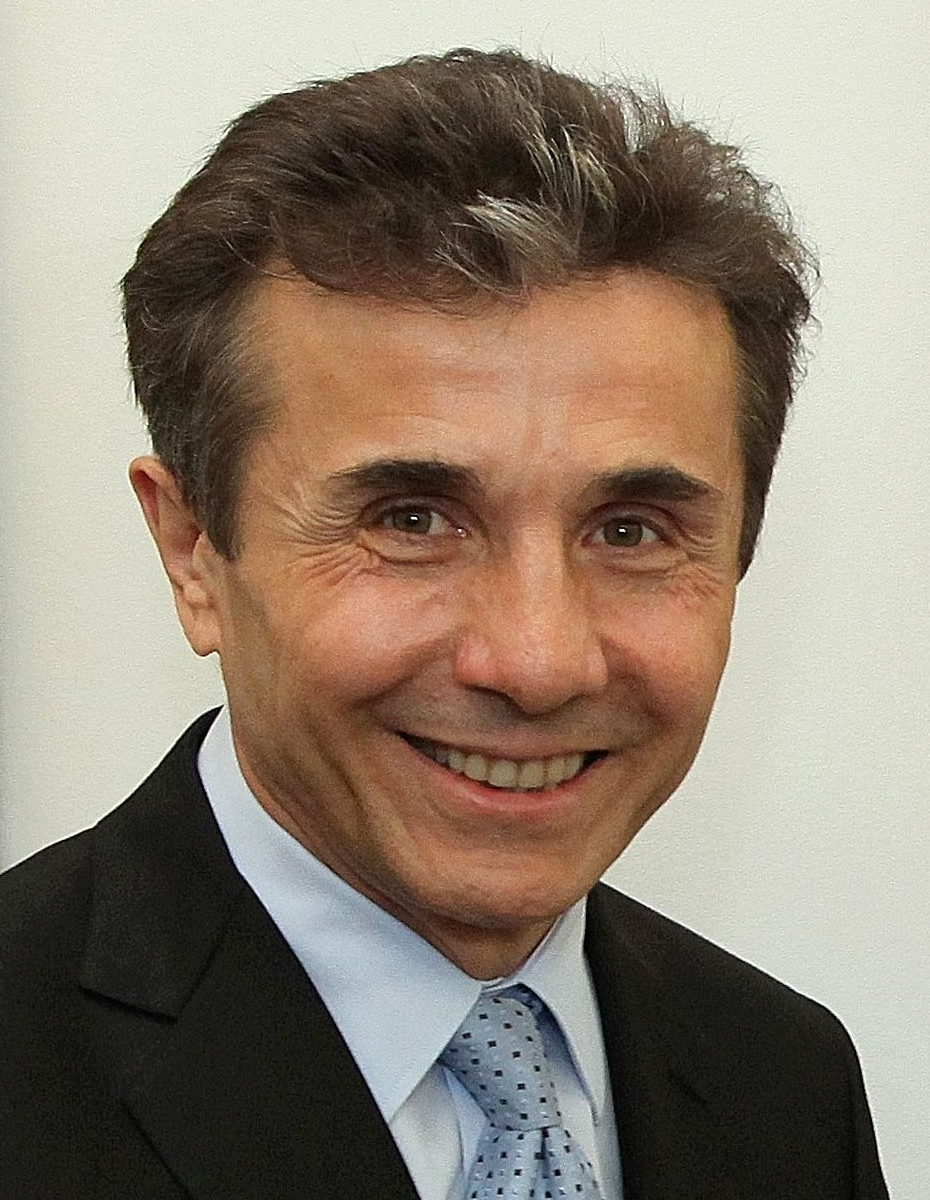
Bidsina Iwanischwili KO
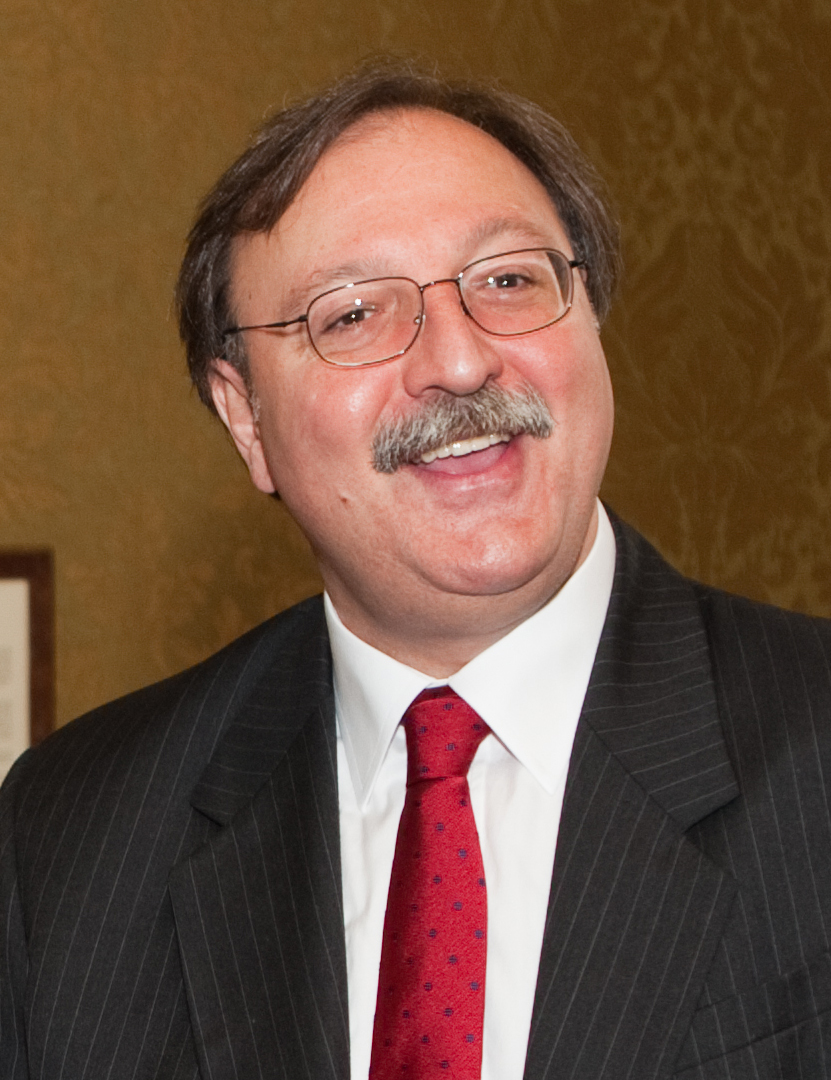
Grigol Waschadse ENM
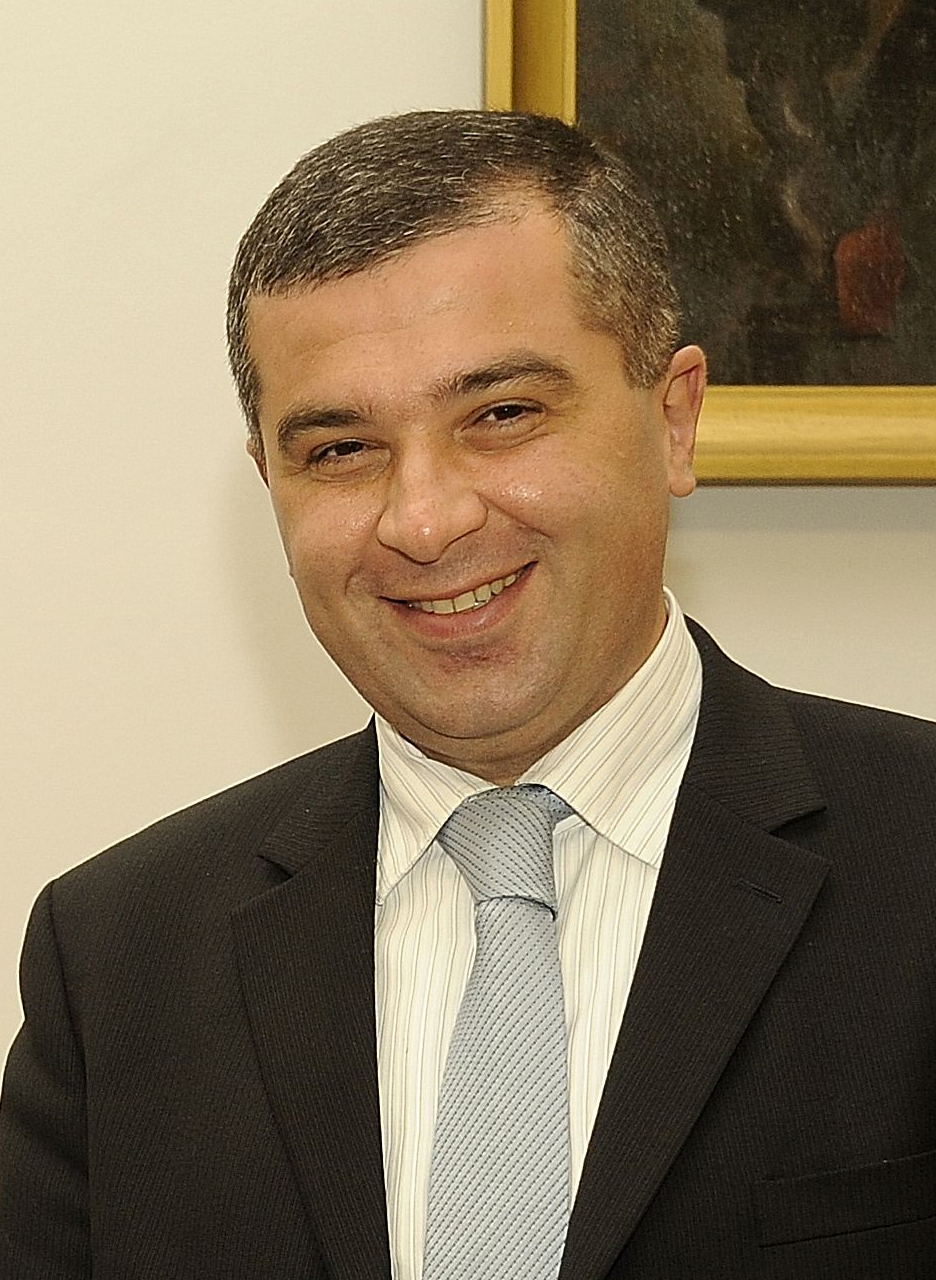
Dawit Bakradse EG
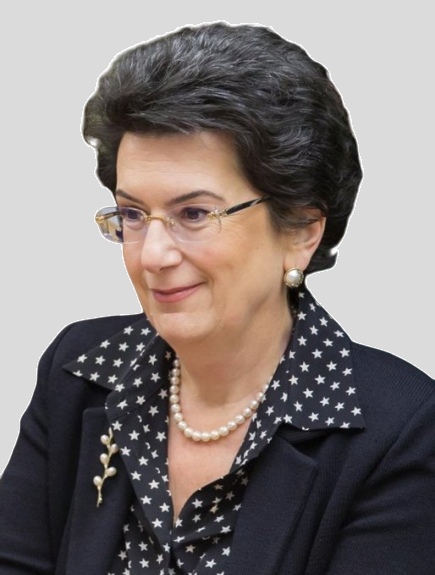
Nino Burdschanadse DMES

## Umfragen

Verlauf der Umfragewerte seit der Parlamentswahl 2016.

### Letzte Umfragen vor der Wahl
Anmerkung: Die Umfragen waren teilweise ohne den Anteil von Nichtwählern und Unentschlossenen publiziert, d. h. sie spiegelten in diesem Fall nur das ermittelte Kräfteverhältnis zwischen den Parteien wider, nicht aber den prozentualen Anteil an Stimmen.
| Institut        | Datum      | KO     | ENM    | APG   | DMES  | SLP   | EG    | LeloDM | Girchi |
| --------------- | ---------- | ------ | ------ | ----- | ----- | ----- | ----- | ------ | ------ |
| Edison Research | 12.10.2020 | 36 %   | 17 %   | 3 %   | 1 %   | 3 %   | 5 %   | 2 %    | 2 %    |
| Ipsos           | 04.10.2020 | 24,5 % | 17,4 % | 1,7 % | 1 %   | 1,9 % | 6,9 % | 3,5 %  | 1,7 %  |
| Ipsos           | 20.09.2020 | 25 %   | 15,5 % | 3 %   | 1 %   | 3 %   | 6 %   | 2 %    | 2,5 %  |
| Edison Research | 15.09.2020 | 38 %   | 15 %   | 3 %   | 1 %   | 3 %   | 6 %   | 3 %    | 3 %    |
| Wahl 2016       | 08.10.2016 | 48,7 % | 27,1 % | 5,0 % | 3,5 % | 3,1 % | —     | —      | —      |

### Ältere Umfragen
| \| Institut \| Datum \| KO \| ENM \| APG \| DMES \| SLP \| EG \| LeloDM \| Girchi \| \| ------------------- \| ---------- \| ------ \| ------ \| ----- \| ----- \| ----- \| ---- \| ------ \| ------ \| \| Rustavi 2[10] \| 13.08.2020 \| 52 % \| 19 % \| 5 % \| — \| — \| 8 % \| 5 % \| — \| \| IRI[11] \| 12.08.2020 \| 33 % \| 16 % \| 3 % \| 1 % \| 3 % \| 5 % \| 2 % \| 2 % \| \| Edison Research[12] \| 16.07.2020 \| 39 % \| 16 % \| 3 % \| 1 % \| 3 % \| 5 % \| 4 % \| 2 % \| \| Edison Research[13] \| 10.03.2020 \| 37 % \| 22 % \| 6 % \| 2 % \| 6 % \| 8 % \| 10 % \| 2 % \| \| Ipsos[14] \| 24.02.2020 \| 34 % \| 24 % \| 5 % \| 2 % \| 6 % \| 10 % \| 8 % \| 3 % \| \| Ipsos[15] \| 03.02.2020 \| 22 % \| 17 % \| 4 % \| 2 % \| 4 % \| 9 % \| 6 % \| 2 % \| \| NDI[16] \| 16.01.2020 \| 20 % \| 13 % \| 4 % \| 2 % \| 5 % \| 8 % \| 5 % \| 2 % \| \| IRI[17] \| 18.11.2019 \| 23 % \| 15 % \| 4 % \| 2 % \| 5 % \| 5 % \| 7 % \| 2 % \| \| IRI[18] \| 15.07.2019 \| 26 % \| 22 % \| 5 % \| 2 % \| 5 % \| 7 % \| — \| 1 % \| \| Ipsos[19] \| 17.05.2019 \| 29 % \| 22 % \| 5 % \| 3 % \| 5 % \| 10 % \| — \| 3 % \| \| NDI[20] \| 30.01.2019 \| 24 % \| 11 % \| 3 % \| 3 % \| 5 % \| 3 % \| — \| 3 % \| \| IRI[21] \| 30.05.2018 \| 27 % \| 17 % \| 4 % \| 3 % \| 5 % \| 7 % \| — \| 3 % \| \| NDI[22] \| 30.04.2018 \| 31 % \| 9 % \| 3 % \| 3 % \| 3 % \| 5 % \| — \| 3 % \| \| NDI[23] \| 18.01.2018 \| 27 % \| 10 % \| 3 % \| 3 % \| 3 % \| 3 % \| — \| 3 % \| \| NDI[24] \| 27.07.2017 \| 27 % \| 10 % \| 3 % \| 3 % \| 3 % \| 3 % \| — \| 3 % \| \| IRI[25] \| 05.04.2017 \| 30 % \| 15 % \| 4 % \| 3 % \| 6 % \| 8 % \| — \| 3 % \| \| Wahl 2016 \| 08.10.2016 \| 48,7 % \| 27,1 % \| 5,0 % \| 3,5 % \| 3,1 % \| — \| — \| — \| |            |        |        |       |       |       |      |        |        |
| Institut | Datum      | KO     | ENM    | APG   | DMES  | SLP   | EG   | LeloDM | Girchi |
| Rustavi 2 | 13.08.2020 | 52 %   | 19 %   | 5 %   | —     | —     | 8 %  | 5 %    | —      |
| IRI | 12.08.2020 | 33 %   | 16 %   | 3 %   | 1 %   | 3 %   | 5 %  | 2 %    | 2 %    |
| Edison Research | 16.07.2020 | 39 %   | 16 %   | 3 %   | 1 %   | 3 %   | 5 %  | 4 %    | 2 %    |
| Edison Research | 10.03.2020 | 37 %   | 22 %   | 6 %   | 2 %   | 6 %   | 8 %  | 10 %   | 2 %    |
| Ipsos | 24.02.2020 | 34 %   | 24 %   | 5 %   | 2 %   | 6 %   | 10 % | 8 %    | 3 %    |
| Ipsos | 03.02.2020 | 22 %   | 17 %   | 4 %   | 2 %   | 4 %   | 9 %  | 6 %    | 2 %    |
| NDI | 16.01.2020 | 20 %   | 13 %   | 4 %   | 2 %   | 5 %   | 8 %  | 5 %    | 2 %    |
| IRI | 18.11.2019 | 23 %   | 15 %   | 4 %   | 2 %   | 5 %   | 5 %  | 7 %    | 2 %    |
| IRI | 15.07.2019 | 26 %   | 22 %   | 5 %   | 2 %   | 5 %   | 7 %  | —      | 1 %    |
| Ipsos | 17.05.2019 | 29 %   | 22 %   | 5 %   | 3 %   | 5 %   | 10 % | —      | 3 %    |
| NDI | 30.01.2019 | 24 %   | 11 %   | 3 %   | 3 %   | 5 %   | 3 %  | —      | 3 %    |
| IRI | 30.05.2018 | 27 %   | 17 %   | 4 %   | 3 %   | 5 %   | 7 %  | —      | 3 %    |
| NDI | 30.04.2018 | 31 %   | 9 %    | 3 %   | 3 %   | 3 %   | 5 %  | —      | 3 %    |
| NDI | 18.01.2018 | 27 %   | 10 %   | 3 %   | 3 %   | 3 %   | 3 %  | —      | 3 %    |
| NDI | 27.07.2017 | 27 %   | 10 %   | 3 %   | 3 %   | 3 %   | 3 %  | —      | 3 %    |
| IRI | 05.04.2017 | 30 %   | 15 %   | 4 %   | 3 %   | 6 %   | 8 %  | —      | 3 %    |
| Wahl 2016 | 08.10.2016 | 48,7 % | 27,1 % | 5,0 % | 3,5 % | 3,1 % | —    | —      | —      |

## Ergebnisse

Die 30 neuen Wahlkreise, wobei Tiflis allein 8 Wahlkreise umfasst

| Partei                                   | Partei                                | Parteiliste | Parteiliste | Parteiliste | Wahlkreise  | Wahlkreise  | Wahlkreise | Sitze gesamt | %      | Sitze +/− |
| Partei                                   | Partei                                | Stimmen     | %           | Sitze       | 1. Wahlgang | 2. Wahlgang | zusammen   | Sitze gesamt | %      | Sitze +/− |
| ---------------------------------------- | ------------------------------------- | ----------- | ----------- | ----------- | ----------- | ----------- | ---------- | ------------ | ------ | --------- |
|                                          | Georgischer Traum (KO)                | 928.004     | 48,22       | 600         | 13          | 17          | 30         | 900          | 60,67  | −25       |
|                                          | Vereinte Nationale Bewegung (ENM)     | 523.127     | 27,18       | 360         | —           | —           | —          | 360          | 23,33  | +9        |
|                                          | Europäisches Georgien (EG)            | 72.986      | 3,79        | 5           | —           | —           | —          | 5            | 3,33   | neu       |
|                                          | LeloDM                                | 60.712      | 3,15        | 4           | —           | —           | —          | 4            | 2,67   | neu       |
|                                          | Strategy Aghmashenebeli (SA)          | 60.671      | 3,15        | 4           | —           | —           | —          | 4            | 2,67   | neu       |
|                                          | Allianz der Patrioten Georgiens (APG) | 60.480      | 3,14        | 4           | —           | —           | —          | 4            | 2,67   | −2        |
|                                          | Girchi                                | 55.598      | 2,89        | 4           | —           | —           | —          | 4            | 2,00   | neu       |
|                                          | Citizens (CZ)                         | 25.508      | 1,33        | 2           | —           | —           | —          | 2            | 1,33   | neu       |
|                                          | Georgische Arbeiterpartei (SLP)       | 19.314      | 1,00        | 1           | —           | —           | —          | 1            | 0,67   | +1        |
|                                          | Sonstige Parteien                     | 117.995     | 6,15        | —           | —           | —           | —          | —            | —      | −2        |
| Gesamt                                   | Gesamt                                | 1.924.395   | 100,00      | 120         | 13          | 17          | 30         | 150          | 100,00 | —         |
|                                          | ungültig                              | 46.145      | —           | —           | —           | —           | —          | —            | —      | —         |
| Wähler und Wahlbeteiligung               | Wähler und Wahlbeteiligung            | 1.970.540   | 56,11       | —           | —           | —           | —          | —            | —      | —         |
| Quelle: Ergebnisseite der Wahlkommission |                                       |             |             |             |             |             |            |              |        |           |

## Nach der Wahl
- KO: 90
- CZ: 2
- SRP: 2
- Girchi: 3
- Girchi-MF: 1
- ESP: 4
- vakant: 48

Am Sonntag nach der Wahl erklärte der ENM-Kandidat für das Premierministeramt und frühere Staatspräsident Micheil Saakaschwili, die Wahlen seien manipuliert worden und die Opposition habe einen Wahlsieg errungen, während Vertreter des KO sich zum Wahlsieger erklärten. Internationale Beobachter schätzten die Wahlen als insgesamt frei ein, auch wenn es zu Ungereimtheiten gekommen sei.
Am 2. November 2020 riefen Vertreter aller ins Parlament gewählter Oppositionsparteien zu Protesten auf und erklärten, ihre Mandate in der neuen Legislaturperiode nicht anzutreten. Sie forderten geschlossen Neuwahlen.
Von Diplomaten zwischenzeitlich initiierte Vermittlungsgespräche zwischen Regierung und Opposition scheiterten, sodass sich das Parlament am 11. Dezember 2020 ohne die Anwesenheit von Oppositionsabgeordneten konstituierte. Die Oppositionsparteien ENM, EG, LeloDM, SA und SLP beantragten die Annullierung ihrer Wahllisten, welcher am 15. Dezember 2020 von der georgischen Wahlkommission stattgegeben wurde. Das bedeutet, dass die Sitze dieser Parteien im Parlament freibleiben und nicht nachbesetzt werden. Lediglich die Abgeordneten von Girchi, APG, CZ und Republikanern (die über die ENM-Liste mit zwei Sitzen ins Parlament einzogen) könnten theoretisch noch ihre Mandate annehmen, verkündeten allerdings, dies unter den aktuellen Umständen nicht zu tun. Nachdem drei der vier APG-Abgeordneten, unter ihnen die Parteichefin Irma Inaschwili, die Annullierung ihrer Mandate beantragten, traten der verbliebene Abgeordnete der APG sowie die drei Nachrücker auf der Liste aus der APG aus und gründeten die Europäische Sozialistische Partei Georgiens und nehmen ihre Mandate wahr. Der Spitzenkandidat der libertären Partei Girchi, Zurab Japaridze, überwarf sich mit seinen Fraktionskollegen und gründete die Partei Girchi – More Freedom. Weder er noch die verbliebenen Girchi-Abgeordneten nahmen ihr Mandat bislang wahr.
Premierminister Giorgi Gacharia wurde vom Parlament im Amt bestätigt.